# Чемпионат России по шашкам
История шашечных соревнований в России началась в конце XIX века.

## Российская Империя, до 1917
- 1883 — Конкурс задач в «Газете А. Гатцука». Первый турнир по шашечной композиции в России. Лучшие — Николай Панкратов, Павел Бобров.
- С 1894 проходил Всероссийский шашечный турнир. Всего было 4 турнира. Победители:
  - 1894 — Фёдор Каулен (сопобедитель Сергей Воронцов)
  - 1895 — Сергей Воронцов
  - 1898 — Фёдор Каулен
  - 1901 — Сергей Воронцов
- 11 апреля — 5 августа 1897. Всероссийский шашечный турнир по переписке. Финал (18 участников). Победитель: Аркадий Оводов

## СССР, 1924—1991
Первый чемпионат по русским шашкам среди мужчин прошёл в 1924 году в Москве. Его участниками стали 20 шашистов. Победил Василий Медков. Участники, которые набрали не менее 50% очков, получили звание мастера спорта СССР. Был проведён 51 чемпионат СССР среди мужчин. Первый чемпионат страны по русским шашкам среди женщин состоялся в 1936. В нём также участвовало 20 спортсменок. Победила Е. Сущинская, не проигравшая ни одной партии. Всего было проведено 35 чемпионатов среди женщин.
Наряду с русскими шашками в СССР стали развиваться стоклеточные или международные шашки. Первый чемпионат по международным шашкам среди мужчин был проведён 1954 году в Ленинграде. Победителем стал киевлянин Исер Куперман. Было проведено 37 чемпионатов СССР среди мужчин. Первый чемпионат по международным шашкам среди женщин был проведён  1975 году в молдавском городке Бендеры. Победила представительница Вильнюса Любовь Травина. Всего было проведено 17 чемпионатов СССР среди женщин.
К моменту распада СССР в Федерации шашек состояло несколько миллионов человек, включая несколько тысяч мастеров спорта и разрядников.

## Российская Федерация
С 1992 года проводятся чемпионаты Российской Федерации по международным шашкам среди мужчин и среди женщин (в 2001 году турнир у мужчин не проводился из-за разногласий между федерациями). С 1998 года соревнования проводятся в трёх трёх программах: с классическим контролем времени (основная программа или классика), с быстрым контролем времени (быстрая программа, или быстрые шашки, или рапид) и молниеносным контролем времени (молниеносная программа или блиц). В 2012 году из-за разногласий между федерациями проводились два турнира под названием чемпионат России, один в Суздале (под эгидой ФШР), другой в Ишимбае (под эгидой ФМШ).
Также с 1992 года проводятся чемпионаты Российской Федерации по русским шашкам среди мужчин и среди женщин.
С 2011 года проводятся чемпионаты по обратным шашкам (поддавкам).